# Hipogammaglobulinemia
La hipogammaglobulinemia es una enfermedad, una disfunción del sistema inmune en el que se aprecia una concentración baja de todas las inmunoglobulinas (anticuerpos) en sangre lo que provoca inmunodeficiencia. El sistema inmune protege al cuerpo reconociendo sustancias que le son extrañas (antígenos) y eliminándolas. La reducción se produce en todos los tipos de gammaglobulinas aumentando el riesgo de infección. Las inmunoglobulinas (Igs) son la clase más importante de gammaglobulinas.
También se usa la denominación de agammaglobulinemia, para la ausencia completa de gammaglobulinas.
La disgammaglobulinemia o disglobulinemia es la reducción de algunos tipos (no todos) de gammaglobulinas.

## Tipos y origen

### Hipogammaglobulinemia primaria
La hipogammaglobulinemia puede ser una inmunodeficiencia primaria, por causas congénitas, a veces hereditarias.

### Hipogammaglobulinemia secundaria
La hipogammaglobulinemia puede derivarse de otras enfermedades como leucemia linfoide crónica (LLC) o el mieloma múltiple.

## Tratamiento

### Inmunidad pasiva adquirida artificialmente
La inmunidad pasiva adquirida artificialmente es una inmunización a corto plazo inducida por la transferencia de anticuerpos, que se pueden administrar de varias formas:
- como un plasma sanguíneo humano o animal,
- como inmunoglobulina humana de banco para uso intravenoso o intramuscular, y
- en forma de anticuerpos monoclonales.

La transferencia pasiva se usa profilácticamente en el caso de enfermedades de inmunodeficiencia, como la hipogammaglobulinemia.

## Lista de inmunodeficiencias en anticuerpos predominantes

### D80Inmunodeficienciacon defectos de anticuerpos predominantes
Hipogammaglobulinemias (D80.0 y D80.1)
- - D80.0 Hipogammaglobulinemia hereditaria
  - D80.1 Hipogammaglobulinemia No-familiar

Disgammaglobulinemias o disglobulinemias (D80.2, D80.3 y D80.4)
- - D80.2 Deficiencia selectiva de inmunoglobulina A (IgA)
  - D80.3 Deficiencia selectiva de inmunoglobulina g (IgG)
  - D80.4 Deficiencia selectiva de inmunoglobulina M (IgM)

Otras inmunodeficiencias
- - D80.5 Inmunodeficiencia con incremento de inmunoglobulina M (IgM)
  - D80.6 Deficiencia de anticuerpos con inmoglobulinas casi normales o con hiperinmunoglobulinemia
  - D80.7 Hipogammaglobulinemia transitoria infantil
  - D80.8 Otras inmunodeficiencias con defectos de anticuerpos predominantes
  - D80.9 Inmunodeficiencias con defectos de anticuerpos predominantes sin especificar